# 대연각호텔 화재
대연각호텔 대화재 사고(Daeyeonggak Hotel fire & 大然閣 -大火災事故)는 1971년 12월 25일 크리스마스 아침 서울특별시 중구 명동 소재 22층 대연각(大然閣) 호텔에서 일어난 화재 사고로 191명이 사망하고 63명이 부상당했으며 재산 피해는 당시 소방서 추산 당시 약 8억 3,820만원, 현재 가치로는 192억 5천만원이었다.

## 사건 경위
사고 조사 결과 대연각 호텔 1층 커피숍에 있는 LP가스가 폭발한 것이 화재의 원인으로 밝혀졌고 건물에는 비상계단도 몇개 없었으며 옥상 출입문마저도 닫혀 있었기에 실제로 23구의 시신이 옥상 출입문 앞에서 발견되기도 했다. 
신고를 받고 출동한 서울중부소방서는 그 당시로서는 국내 최고의 32m 사다리차를 이용해 진화작업에 나섰지만 7층까지 밖에 미치지 못했고 이 사건과는 별개로 2010년 2월 27일 동일한 장소에서 다시 화재가 발생했는데 화재는 옥상 냉각탑에서 발생했으며 출동한 소방차에 의하여 14분 만에 진화되었다.
그리고 이 호텔에는 위셴룽 주한 대만 공사, 파질 유즈바시오글루 주한 튀르키예 대사관 무관(대령) 등 귀빈들도 묵고 있었는데 특히 당시 11층에 묵고 있었던 위 공사는 화재 발생 10시간만에 극적으로 구조되었고 위 공사를 구조하던 소방관들은 전원 1계급 특진했다.
그러나 안타깝게도 위셴룽 공사는 기도에 심한 화상을 입고 인공호흡기에 의존하다가 화재 발생 열흘만인 1972년 1월 4일 세상을 떠났고 유즈바시오글루 대령도 화재사고 당일날 사망했으며 이 둘은 사망 후 1972년 수교훈장 흥인장과 보국훈장 청수장을 각각 추서받았다.

## 사고 이후
사고 4년 후인 1975년에 이강학이 이끄는 해외 산업이 빅토리아 호텔을 인수하면서 호텔로 영업했던 11층 이상의 구역도 전부 사무실용으로 바꾸는 등 전면적인 리모델링을 거쳐 빌딩명도 고려대연각타워로 변경되어 재개장한 뒤 현재까지도 빌딩으로 사용되고 있다.
그리고 1972년 서울시민회관 화재, 1974년 청량리 대왕코너 화재 사고와 함께 현재까지도 서울 3대 화재사고 및 세계 최대의 호텔 화재로 기록되어 있으며 9.11 테러 이전까지 세계 최대의 건물 화재 참사로 기록되었다.

## 사진

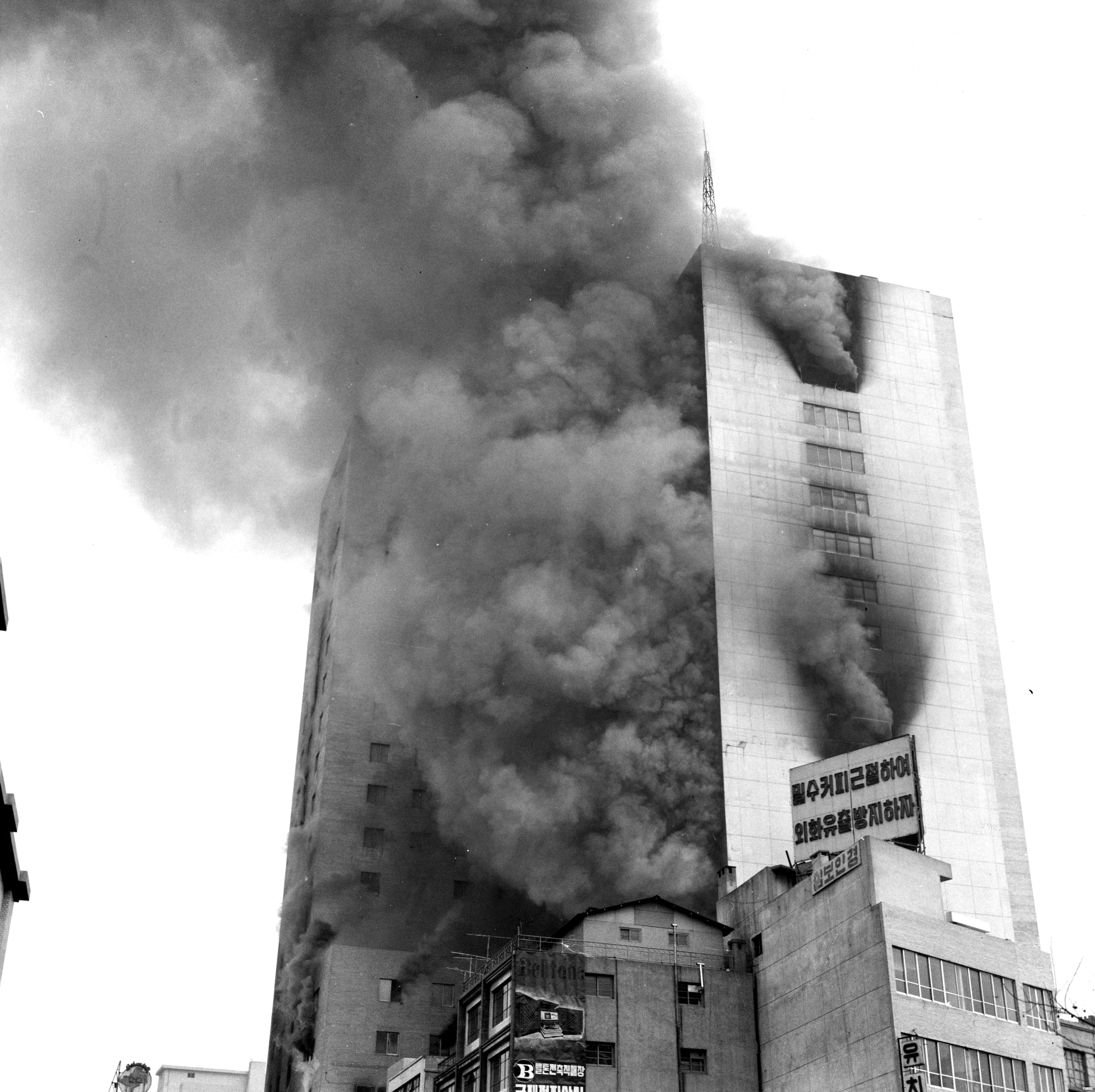
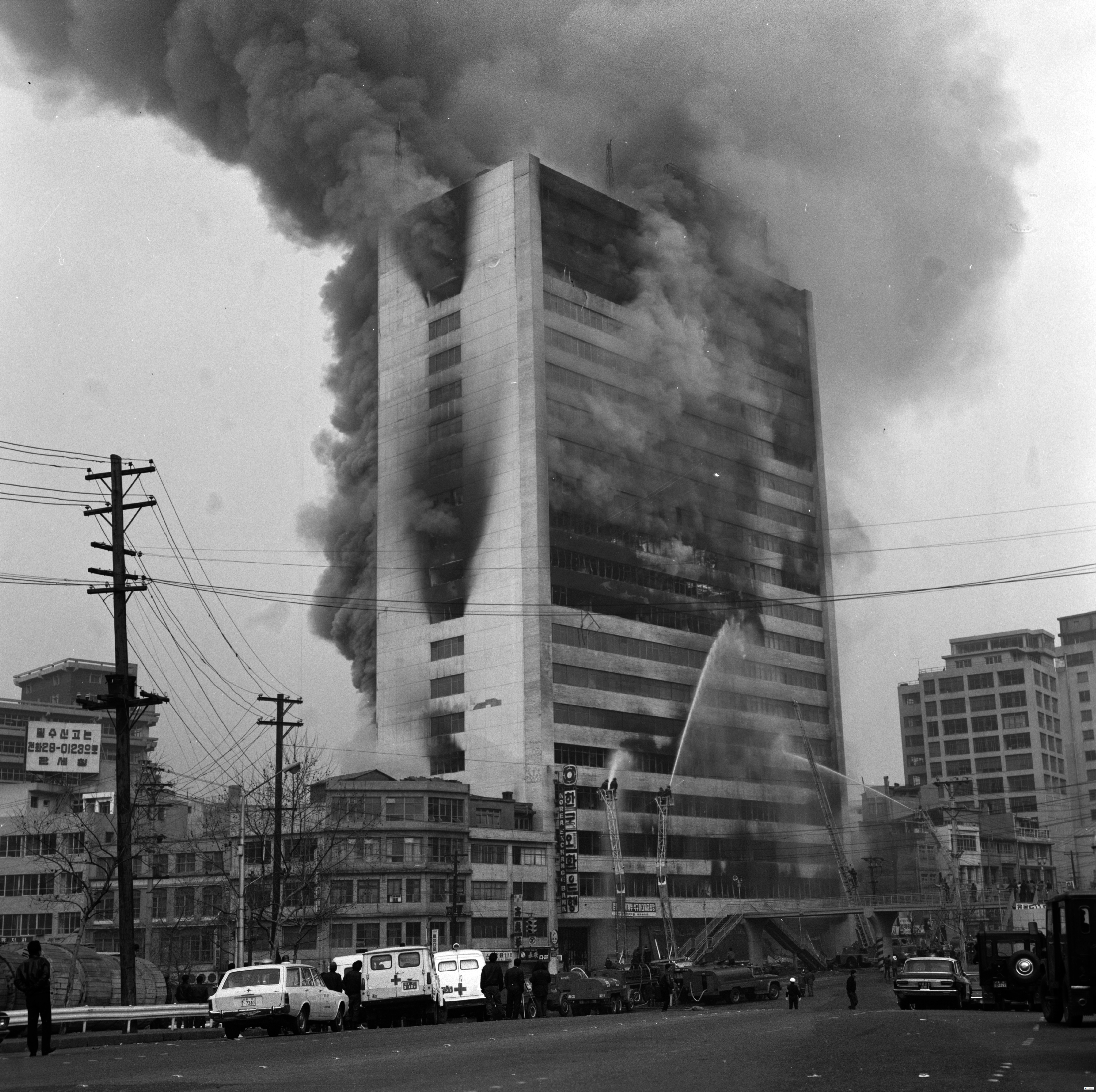
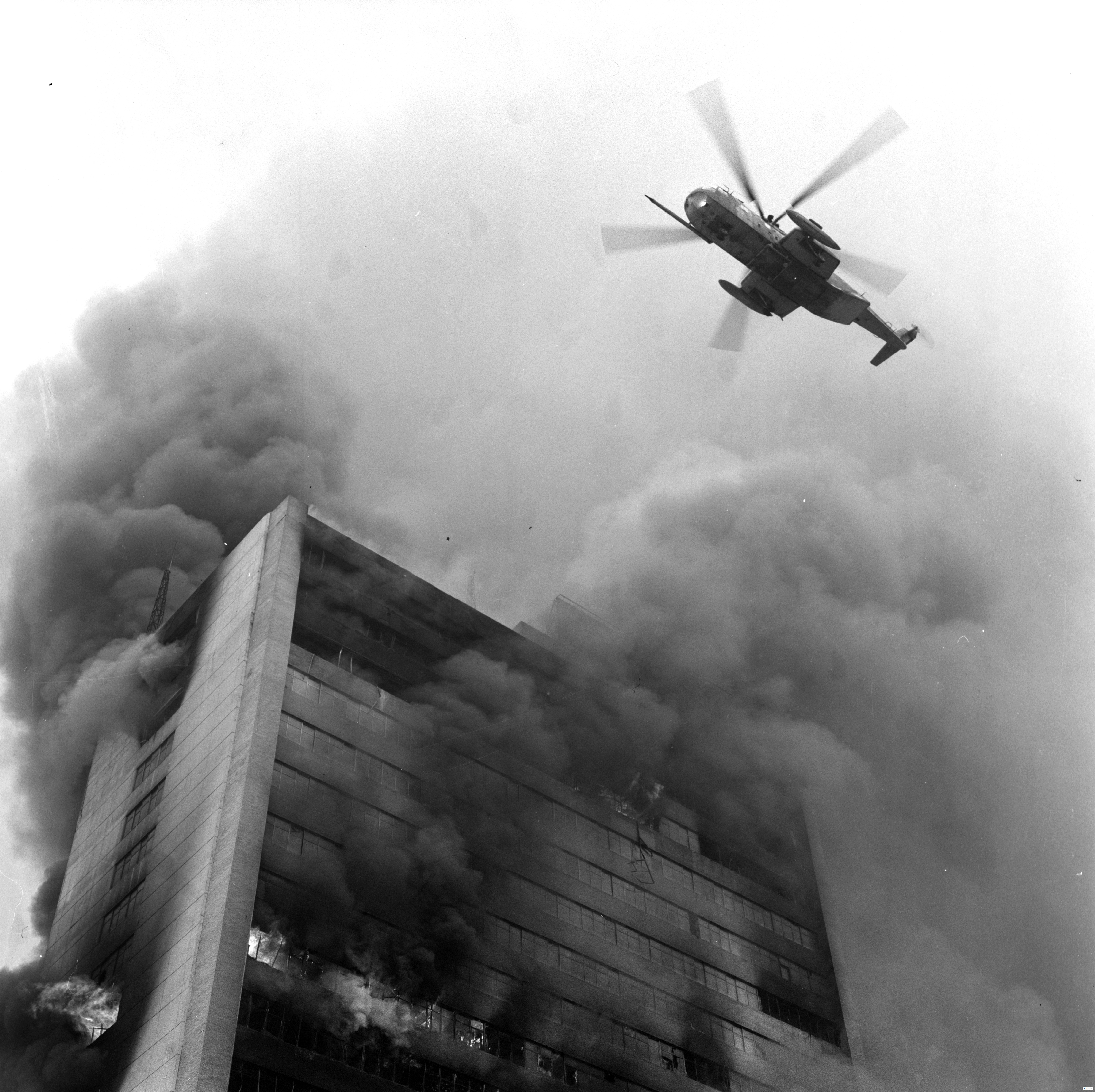
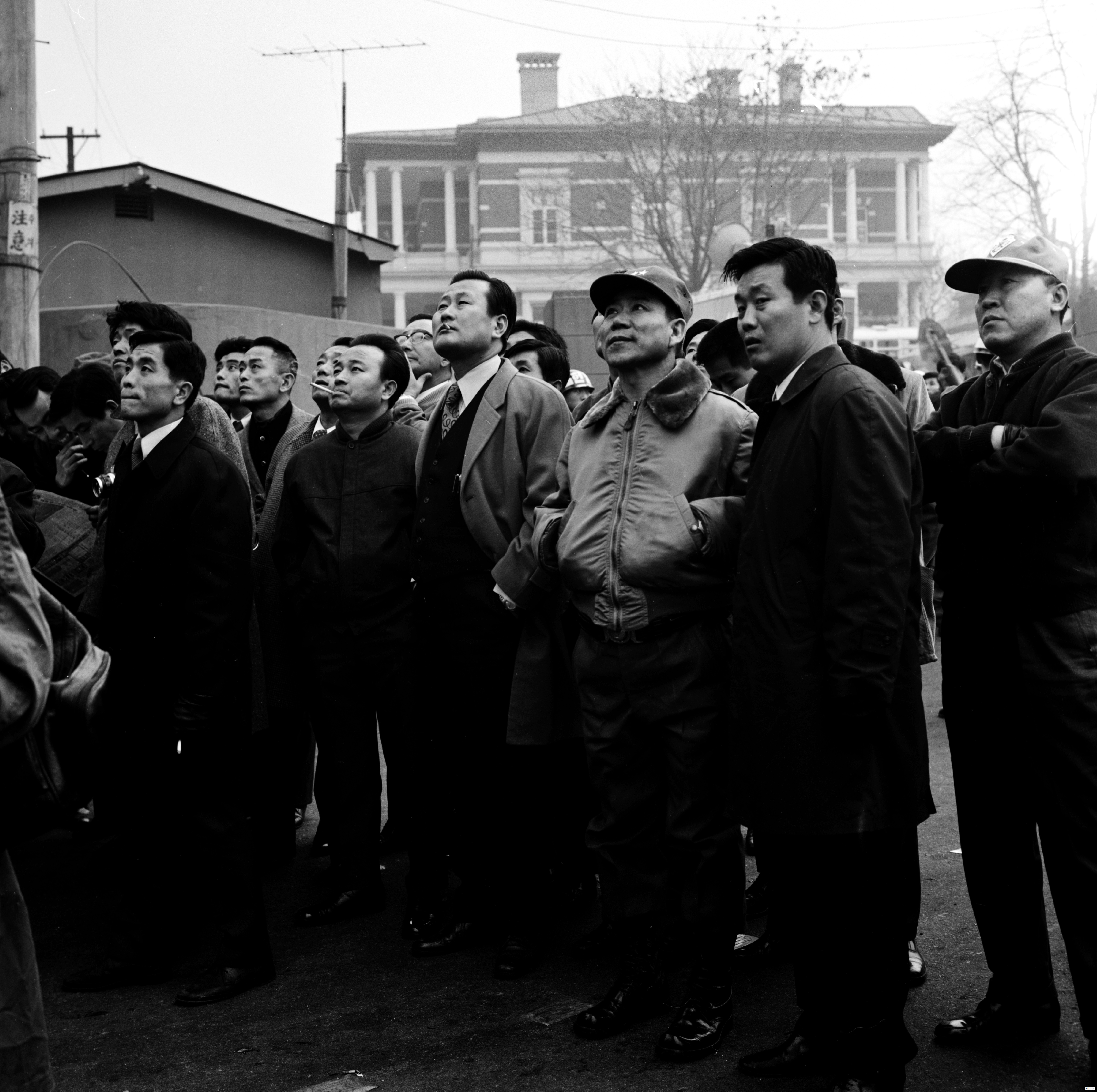
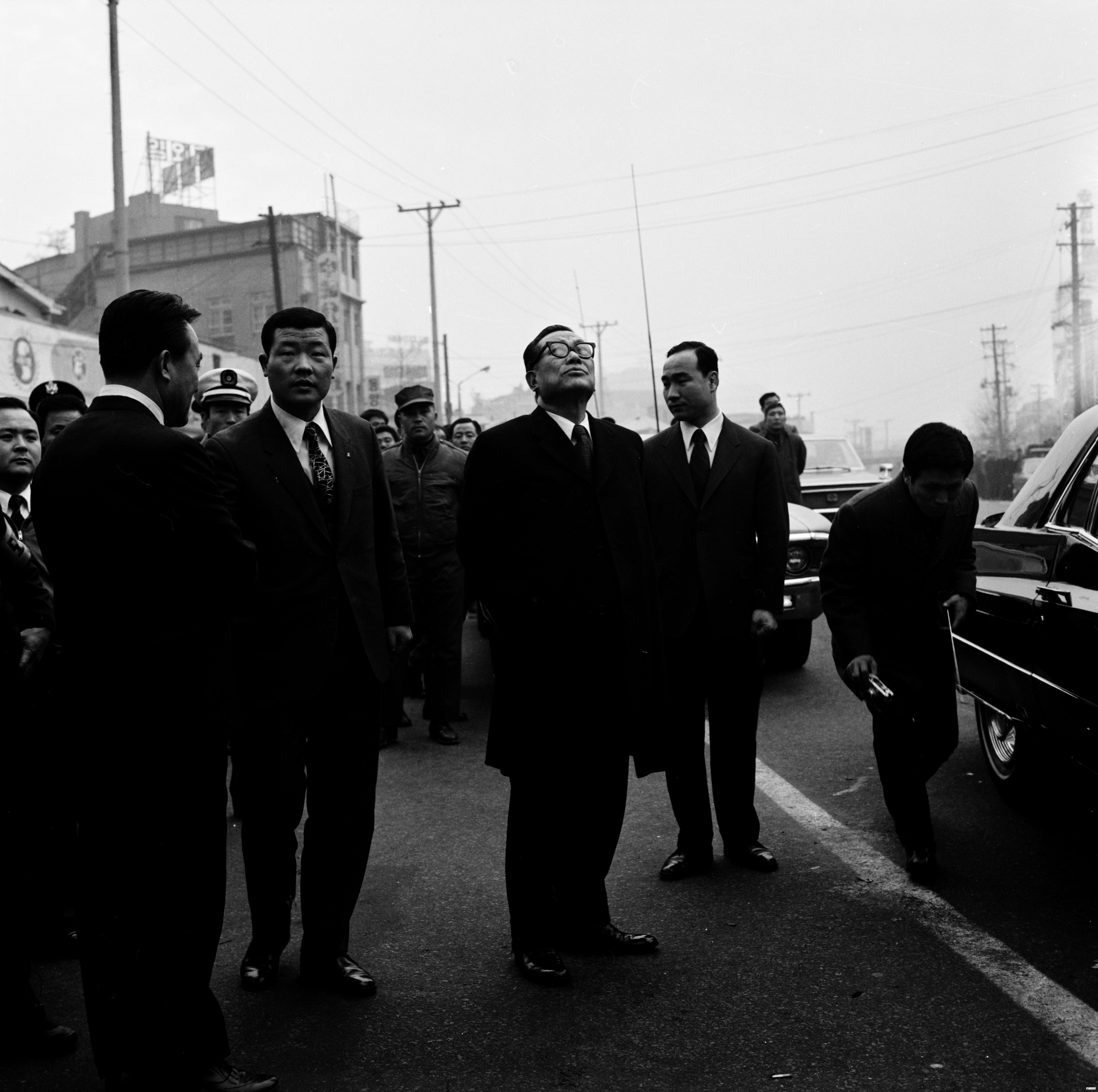
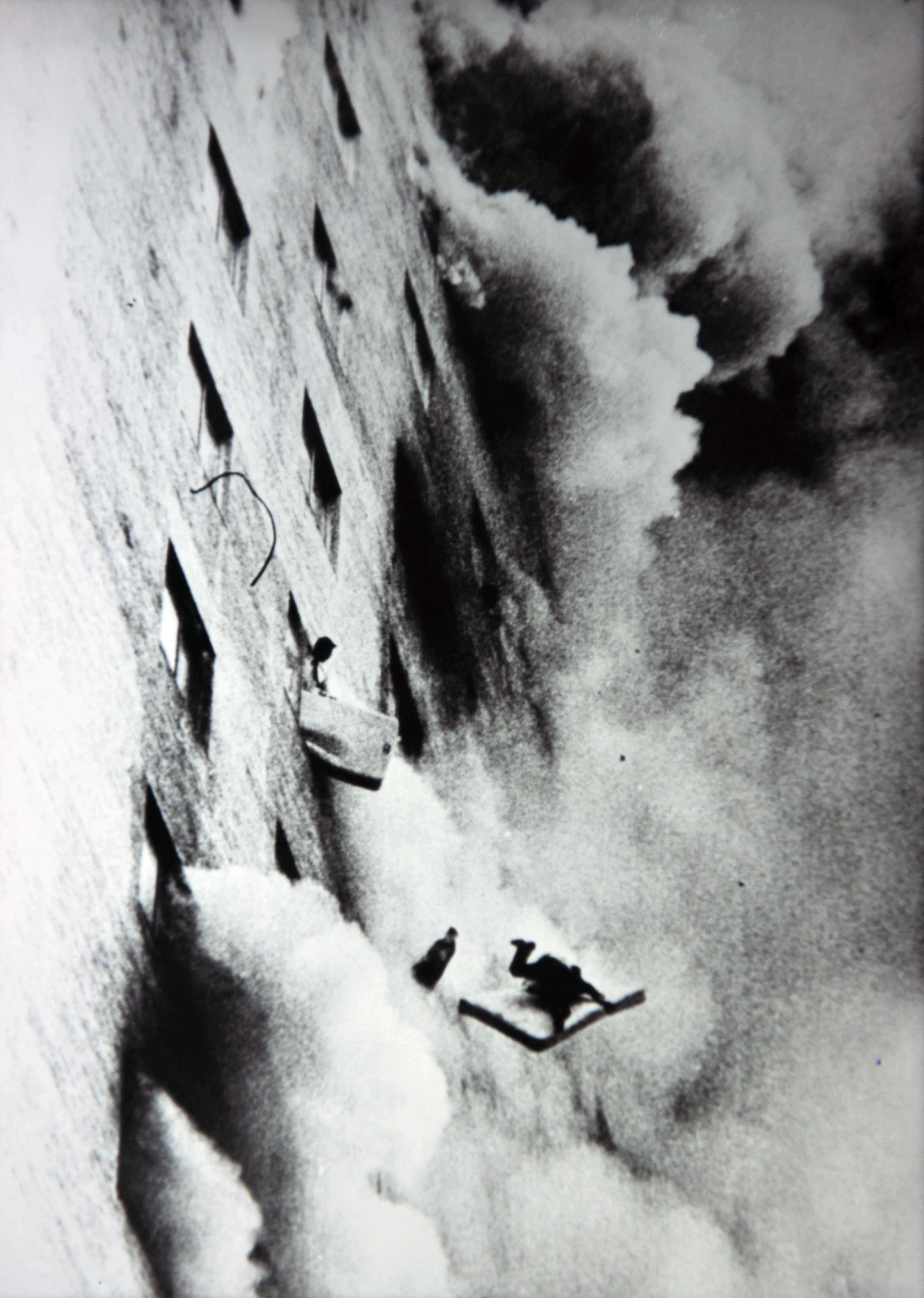

## 관련 미디어
- 꼬리에 꼬리를 무는 그날 이야기 (SBS, 2024년 5월 2일)

## 같이 보기
- 2010년 상하이 아파트 화재 사고
- 우신골든스위트 화재 사고
- 갈레이 빌딩 화재
- 조엘마 빌딩 화재 사고
- 서울시민회관 화재
- 청량리 대왕코너 화재 사고
- 김수환#철권통치 비판
- 이태원 압사 사고
- 연각